# Külkey László
Külkey László (Budapest, 1926. március 22. – 2011.  március 1.) operaénekes, a Magyar Állami Operaház nyugalmazott magánénekese.

## Tanulmányai
A Zeneakadémián Maleczky Oszkár és Sipos Jenő tanítványa volt. Jogi diplomát is szerzett ezzel párhuzamosan a Pázmány Péter Tudományegyetemen. 

## Pályafutása
1946-ban mutatkozott be az Operaházban. Első alakítása az Ifjú hajós szerepe volt Wagner Trisztán és Izolda című operájában.
Pályája során sok európai országban, valamint az Egyesült Államokban és Kanadában is vendégszerepelt. Több mint hatvan szerepet játszott, köztük lírai tenor és comprimaro szerepeket és karakteralakításokat is. Erkel Ferenc Hunyadi Lászlójában az  V. Lászlót játszotta. A Bánk bánban Ottó, Muszorgszkij Borisz Godunovjában a Bolond, A sevillai borbélyban Almaviva és Richard Wagner Tannhäuserében Walther alakját is megformálta.
A Budapesti Operabarátok Egyesületének elnökségi tagja, a Budapesti Operabarát Alapítvány örökös tiszteletbeli elnöke volt.
2009-ben megkapta a Magyar Köztársasági Érdemrend középkeresztje kitüntetést.